# ティファニー・リー
ティファニー・リー（李蘢怡、Tiffany Lee、1982年9月23日 -）は、香港生まれの女性歌手、女優、モデルである。本名は李亮頤。愛称は李靜頤。現在の所属事務所／レコード会社はスター・イーストになる。

## アルバム
- 2002年：『李蘢怡Tiffany Lee E.P』

## 映画
- 2000年：『Bruce Lee in G.O.D 死亡的遊戯』（日本）
- 2002年：『鍾無艷』（香港）
- 2002年：『幽靈人間』（香港）
- 2002年：『大混乱 ホンコンの夜』（日本）
- 2002年：『五個嚇鬼的少年』（香港）
- 2002年：『飛虎雄師』（香港）
- 2002年：『ゴールデン・チキン』（香港）
- 2003年：『廟街公主』（香港）
- 2003年：『カルマ 震える記憶』（香港）
- 2003年：『大丈夫』（香港）
- 2003年：『THE PARK ザ・パーク』（香港）
- 2004年：『密情追踪』（香港）
- 2004年：『愛火花』（香港）
- 2004年：『Mr.BOO!花嫁の父』（香港）
- 2005年：『超索型警』（香港）
- 2005年：『A貨B貨』（香港）
- 2005年：『雀聖2自摸天后』（香港）
- 2006年：『春田花花同學會』（香港）
- 2006年：『不停站的列車』（香港）
- 2006年：『談談情．說說性』（香港）
- 2007年：『恐懼元素』（香港）

## テレビドラマ
- 2003年：NOW.COMドラマ『男女字典』
- 2003年：TVBドラマ『當四葉草碰上劍尖時』- 学生（ゲスト）役
- 2003年：內地電視劇『人人說愛我』
- 2004年：NOW.COMドラマ『探偵学院』

## 写真集
- 2003年：初の写真集『el hada bonita』